# Savoillan
Savoillan is een gemeente in het Franse departement Vaucluse (regio Provence-Alpes-Côte d'Azur) en telt 98 inwoners (2009). De plaats maakt deel uit van het arrondissement Carpentras.

## Geografie
De oppervlakte van Savoillan bedraagt 8,2 km², de bevolkingsdichtheid is dus 12 inwoners per km².
De onderstaande kaart toont de ligging van Savoillan met de belangrijkste infrastructuur en aangrenzende gemeenten.

## Demografie
Onderstaande figuur toont het verloop van het inwonertal (bron: INSEE-tellingen).